# Keigo Higashino
Keigo Higashino (japonès: 東野 圭吾, Higashino Keigo) nascut al districte d'Ikuno-ku a Osaka a l'illa de Honshū, és un escriptor japonès de novel·les de misteri. Considerat com un dels millors autors actuals de novel·la policial japonesa, ha guanyat nombrosos premis literaris, entre ells el 1985 la 31a edició del premi Edogawa Ranpo de novel·la policial per la seua novel·la Hōkago i ha vist més d'una vintena de les seves obres adaptades per al cinema i la televisió.

## Biografia
Keigo Higashino va créixer en un barri popular on va passar tota la seva escola fins al batxillerat. Va ser durant els anys de batxillerat quan va començar a interessar-se pels thrillers i va compondre els seus primers textos.
Va continuar escrivint mentre estudiava enginyeria elèctrica a la Universitat de la prefectura d'Osaka, on també es va convertir en el capità del club estudiantil de tir amb arc. Aquestes primeres experiències haurien de proporcionar-li material per a algunes de les seves futures novel·les, com ara La llum de la nit on els personatges principals van créixer en barris obrers i on els clubs d'estudiants de la universitat tenen un lloc important.
El 1981, Keigo Higashino va començar a treballar com a enginyer a Nippon Denso Co. (que es va convertir en DENSO). El mateix any es va casar amb una professora de secundària.
Paral·lelament a la seva feina principal, dedica el seu temps lliure a escriure thrillers, que intenta presentar diverses vegades al premi literari japonès Edogawa Ranpo que premia les novel·les policíaques. Va ser nominat l'any 1983 per Ningyō-tachi no ie (La casa de nines), després el 1984 per Makyū (La bola màgica), convertint-se en finalista d'aquesta última novel·la. Els seus esforços van ser finalment recompensats el 1985, quan als 27 anys va ser coronat amb el premi Edogawa Ranpo per la seva novel·la Hōkago (放課後, After School), que es basa en la seva experiència al club de tir amb arc de la Universitat. L'obtenció del premi li permet dedicar-se plenament a la seva carrera com a escriptor. Després va renunciar a l'empresa DENSO i es va instal·lar a Tòquio el 1986.
L'any 1998, la seva novel·la Himitsu (秘密, Secret) va guanyar el 52è Premi d'Autors de Novel·la Criminal Japonesa (日本推理作家協会賞, Nihon Suiri Sakka Kyōkai Shō, Premi d'escriptors criminals japonesos).
El 2006, finalment va guanyar el 134è Premi Naoki per la seva novel·la La dedicació del sospitós X (Yōgisha Ekkusu no Kenshin ,容疑者Xの献身) després de cinc nominacions sense èxit. La novel·la també es corona amb el 6è Premi Honkaku Mystery).
El 2014, va guanyar el premi Eiji Yoshikawa per Inori no Maku ga Oriru Toki (祈りの幕が下りる時, When the Prayer Curtain Comes Down), l'última novel·la de la saga del detectiu Kyoichiro Kaga.
Malgrat la seva notorietat, Keigo Higashino afirma repetidament no voler ser reconegut al carrer.